# Crassula decumbens
Crassula decumbens (лат.) — вид растений рода Толстянка (Crassula) семейства Толстянковые (Crassulaceae).

## Название
Родовое латинское название Crassula происходит от латинского слова crassus, — «толстый», в основном из-за присутствия у растений этого рода сочных листьев.
Видовой латинский эпитет decumbens происходит от лат. decumbent — «распростертый, лежачий».

## Ботаническое описание

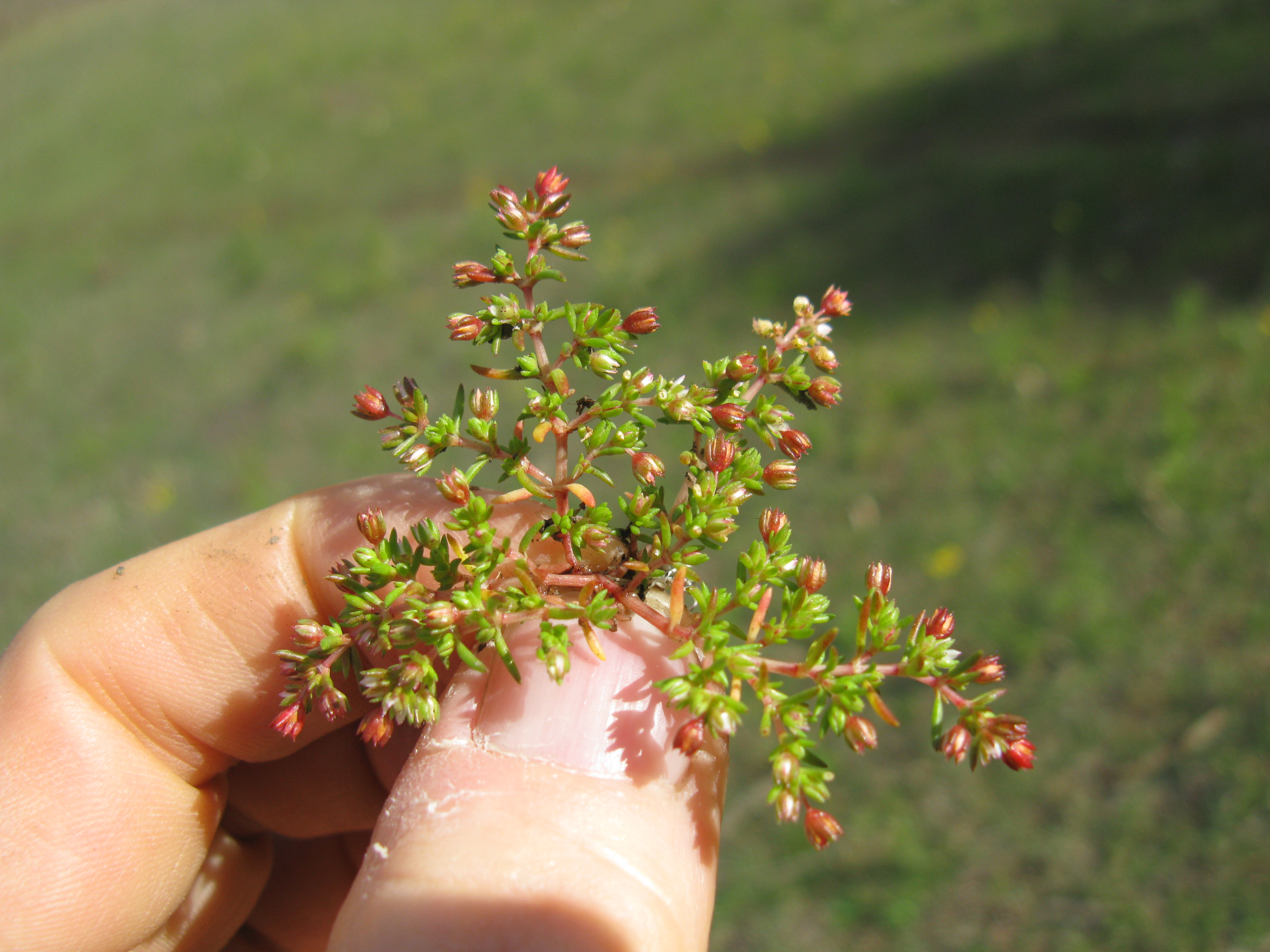
Крупный план

Однолетние травянистые растения, характеризуются прямостоячими или полегающими стеблями длиной 40-120 мм, редко значительно короче, без волос. Листья сидячие, от линейно-ланцетных до эллиптических или обратноланцетных, размерами 3-8(-10) х 0,5-2 мм, острые или тупые. Сверху листья более или менее плоские, снизу обычно сильно выпуклые, голые, мясистые и могут быть от зеленого до красновато-коричневого цвета.

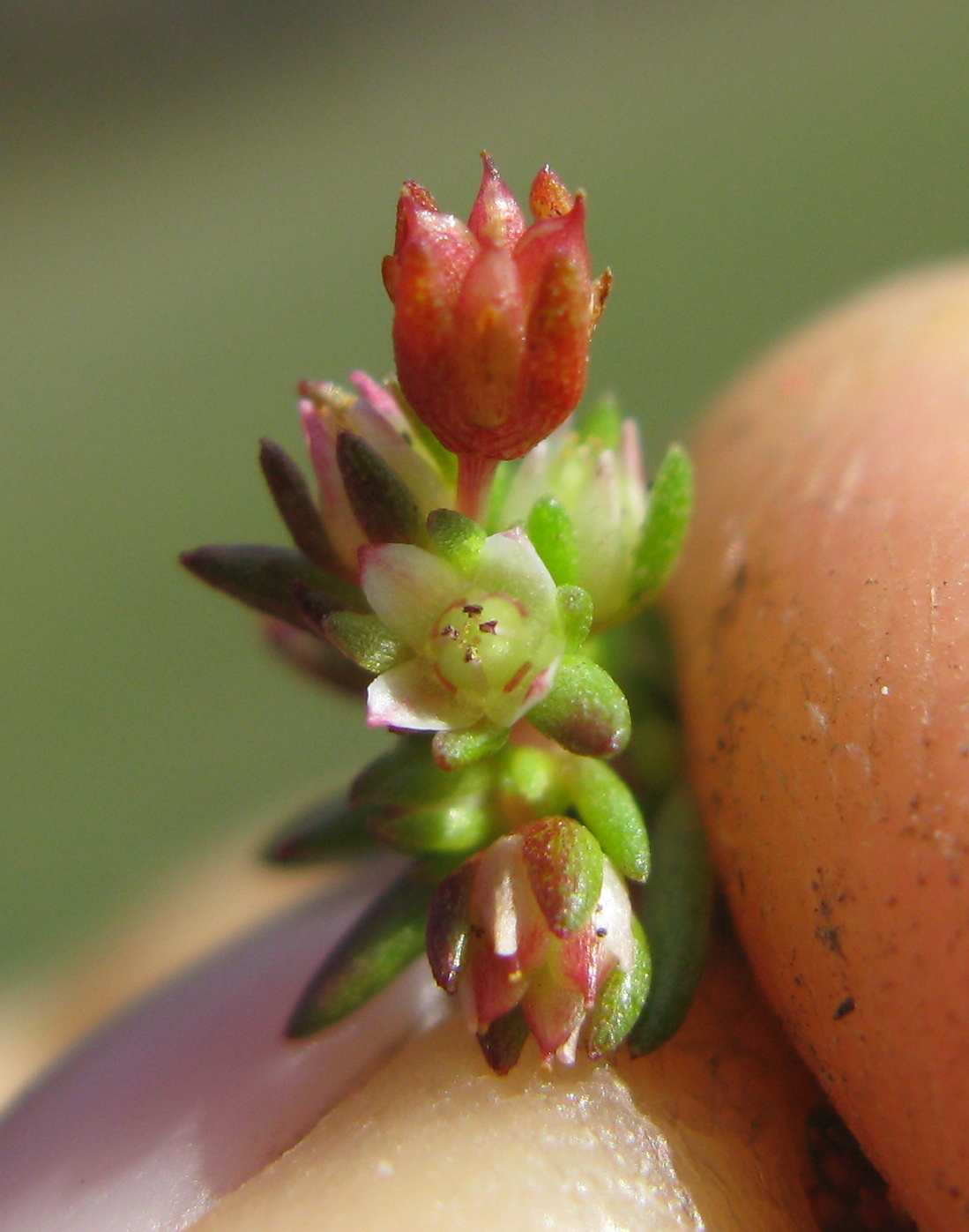
Цветки

Соцветие представляет собой тирс с множеством дихазиев, редко редуцированных до одного верхушечного цветка, с цветоножками из 4 или 5-членных цветков. Чашечка состоит из ланцетных долей, длиной 1-2(-3) мм, острых, голых или с зубчатыми краями, слегка мясистых и зеленых. Венчик чашевидный, у основания едва сросшийся, белый или кремовый; доли от ланцетных до широкояйцевидных, 1,5-3 мм длиной, от острых до заостренных, раскидистые. Тычинки с желтыми пыльниками. Чешуйки представлены Т-образными до поперечно-продолговато-клиновидных формами, размерами 0,2-0,3х0,1-0,5 мм, обычно усеченные, более или менее резко суженные книзу, почти перепончатые и слегка утолщенные к вершине, бледно-желтые или белые. Семена (2-)4-8(-12), высвобождаются через апикальную пору листовки.

## Распространение и экология
Вид естественно произрастает в Австралии, Чиле и Южно-Африканской Республике. Был интродуцирован в Китае, Великобритании, Новой Зеландии и Тунисе.
В Южно-Африканской Республике растет на влажных склонах. Среда обитания включает песчаные или гравийные склоны, а также понижения около сезонных водоёмов. Встречается в восточном финбос-реностервельде и зарослях Олбани.

## Таксономия
Crassula decumbens Thunb., первое упоминание в Prodr. Pl. Cap.: 54 (1794).

### Синонимы
- Gomara decumbens (Thunb.) P.V.Heath (1995)
- Thisantha decumbens (Thunb.) Eckl. & Zeyh. (1837)

### Разновидности
Подтвержденные разновидности в соответствии с данными сайта Plants of the World Online на 2024 год:
- Crassula decumbens var. brachyphyllaCrassula decumbens var. brachyphylla (Adamson) Toelken

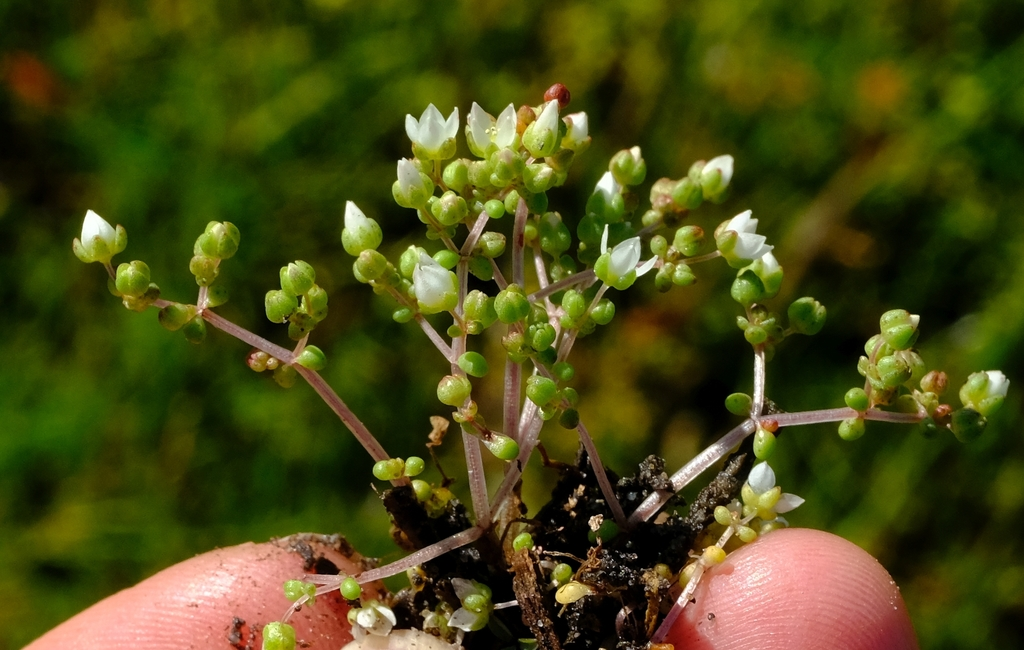
Crassula decumbens var. brachyphylla

- Crassula decumbens var. decumbens